# Swastika (Ontario)
Esvástica es una pequeña comunidad fundada en 1908 alrededor de un zona minera en el norte de Ontario (Canadá), y actualmente está dentro de los límites municipales de Kirkland Lake (Ontario).
Tiene una intersección en el Ontario Northland Railway, donde un ramal hacia Rouyn-Noranda (Quebec) deja la estación principal del ONR desde North Bay (Ontario) hacia Moosonee. El servicio de ferrocarriles Northlander entre Toronto y Cochrane tiene una estación en Esvástica, con un servicio de ómnibus a lo largo de la Autopista 66 hasta el centro de Kirkland Lake.
Uno de los motivos de la fama del pueblo es su conexión con la familia Mitford, la cual fue dueña de la Mina Swastika por la cual el pueblo recibió su nombre. Específicamente, el pueblo está relacionado con la simpatizante nazi Unity Mitford.
Durante la Segunda Guerra Mundial, el gobierno provincial solicitó cambiar el nombre del pueblo a Winston, en honor a Winston Churchill, pero el pueblo se opuso, argumentando que el pueblo llevaba su nombre mucho antes de que los nazis lo hayan usado como símbolo. El Departamento de Autopistas de Ontario puso nuevos carteles cerca de la ciudad. Durante la noche, los residentes tiraban abajo estos carteles para poner los suyos, proclamando que el nombre de la ciudad era "Esvástica".

## Historia
El pueblo fue llamado así por la mina de oro de Esvástica, inaugurada en otoño de 1907 e incorporada el 6 de enero de 1908. James y William Dusty reclamaron los derechos a lo largo del lago Otto para la Sociedad de Minería Tavistock. La Temiskaming y la Northern Ontario Railway tenían un campo de ingenieros cerca porque tenían que construir dos puentes ferroviarios al avanzar hacia el norte. La primera usó el nombre Esvastica en su reporte anual de 1907 para indicar que un tanque de agua estaba situado en ese sitio para cumplir con las necesidades que harían posible a los trenes pasar al norte de Ontario. Exploradores y mineros atestaron el área y luego de ver el descubrimiento en la mina de oro de Esvastica avanzaron incluso más lejos a lo largo de la región circundante. En 1909, la mina Lucky Cross adyacente a las líneas del ferrocarril T.& N.O comenzaron a producir oro. Para 1911, un hotel, negocios, etc. estaban floreciendo y el área oriental estaba bien apostada e importantes minas de oro fueron fundadas y desarrolladas en Kirkland Lake. Swastika era el principal enlace de transporte con el ferrocarril y el centro de comunicaciones. Iglesias, escuelas, grupos y organizaciones comunitarios continuaron satisfaciendo las necesidades de los residentes del área. En 2008, la pequeña comunidad de Swastika celebró su centenario.